# GAZ1 - The Grand Duchy of Karameikos
The Grand Duchy of Karameikos è un accessorio per Dungeons & Dragons. Il libro è stato scritto da Aaron Allston ed è stato pubblicato nel 1987. La copertina è di Clyde Caldwell, con illustrazioni interne di Stephen Fabian.

## Contenuto
Il libro descrive la nazione feudale di Karameikos, progettata per essere un buon punto di partenza per i giocatori. Il libro copre la storia, la politica, la società, l'economia e la geografia di Karameikos , oltre alle regole per la generazione di personaggi locali e la loro conoscenza della terra. The Grand Duchy of Karameikos presenta una vasta collezione di NPC dettagliati. La gazzetta include mappe e descrizioni di diverse città e villaggi e una serie di suggerimenti di scenari di avventura.
Questo opuscolo di 64 pagine descrive il regno di Karameikos nel mondo D&D. Dopo l'introduzione, il libro è diviso in due sezioni, la sezione Gazetteer e la sezione Adventure. The Gazetteer descrive alcune informazioni di base per i giocatori e descrive in dettaglio storia, politica, società, economia e comunità di Karameikos, nonché alcuni personaggi e mostri che possono essere incontrati lì. La sezione Avventura contiene personaggi pronti per le avventure di tutti i livelli

## Storia editoriale
The Grand Duchy of Karameikos è stato scritto da Aaron Allston, con una copertina di Clyde Caldwell e illustrazioni interne di Stephen Fabian, ed è stato pubblicato da TSR nel 1987 come Opuscolo di 64 pagine con una grande mappa dei colori e una cartella esterna.